# Georgetown (Wyspa Wniebowstąpienia)

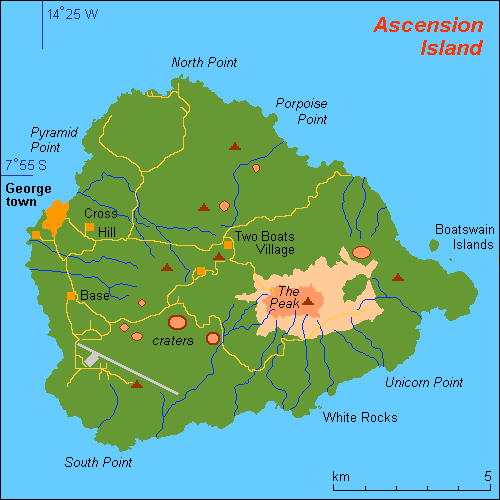
Położenie miasta na mapie wyspy

Georgetown – główna miejscowość i ośrodek administracyjny Wyspy Wniebowstąpienia, położony na jej zachodnim wybrzeżu. Miejscowość zamieszkuje około 530 mieszkańców.